# Delia Derbyshire
Delia Ann Derbyshire (Coventry, 5 mei 1937 - Northampton, 3 juli 2001) was een Britse pionier op het gebied van de elektronische muziek en musique concrète. Ze is vooral bekend geworden door haar werk voor de BBC Radiophonic Workshop, waar ze onder meer de begingeneriek van de tv-serie Doctor Who realiseerde. Ook werkte ze samen met de band White Noise, met wie ze het album An Electric Storm produceerde.

## Biografie
Derbyshire werd geboren in Coventry, waar ze school liep in de Coventry Grammar School. Later studeerde ze aan het Girton College, Cambridge, waar ze een diploma in wiskunde en muziek behaalde. Korte tijd werkte ze voor de Verenigde Naties. In 1960 ging ze aan de slag bij de BBC als junior studio manager van de Radiophonic Workshop, dit in navolging van Daphne Oram. In deze periode werkte elektronisch componiste Maddalena Fagandini eveneens in deze workshop. In 1963 maakte Derbyshire een elektronisch arrangement op basis van Ron Grainer's partituur voor de reeks Doctor Who. Dit was een van de eerste televisiedeuntjes die op volledig elektronische wijze gemaakt was. Het was echter Grainer die - tegen zijn eigen zin - er de volledige royalty's en bekendheid voor kreeg.
Samen met haar collega Brian Hodgson en met Peter Zinovieff stichtte Derbyshire in 1966 Unit Delta Plus. Dit was een organisatie die in het leven was geroepen om elektronische muziek te promoten en te creëren. Later volgden de muziekstudio's Electrophon en Kaleidophon. Hoewel ze tijdens haar privéleven nooit stopte met componeren, zette ze haar activiteiten als muziekproducent stil in 1975. Daarna ging ze aan de slag als radio-operator en werkte ze in een kunstgalerij en een boekenwinkel.
Derbyshire's latere leven was chaotisch vanwege haar problemen met alcoholisme. In 2001 overleed ze op 64-jarige leeftijd aan nierfalen. Haar archief wordt bewaard door de Universiteit van Manchester en is raadpleegbaar in de John Rylands Bibliotheek.